# Георгий Береговой
Гео́ргий Тимофе́евич Берегово́й е съветски космонавт, 2 пъти Герой на Съветския съюз (единственият удостоен с първо звание на герой за участие във Втората световна война, а втория път за полет в космоса).
Береговой е най-рано роденият от всички хора, летели в космоса (той е с 3 месеца по-възрастен от американеца Джон Глен). В продължение на 27 години (1968 – 1995) Береговой е най-възрастният обитател на Земята, пребивавал в космоса (не към момента на полета, а изобщо).

## Биография
Роден е в с. Фьодоровка в Полтавска губерния, Украинска ССР, СССР (дн. в Карловски район, Полтавска област, Украйна) на 15 април 1921 г.
След завършване на средно образование започва работа в металургичен завод (1938). В същата година е призован в армията. Завършва Ворошиловградското училище за военни летци през 1941 г.

### На фронта
Участ във войната от юни 1942 г. Летец, командир на звено, командир на ескадрила в състава на Втори украински фронт. За времето на войната е извършил 186 бойни полета. За героизъм и мъжество, проявени във въздушните боеве е удостоен със званието „Герой на Съветския съюз“ на 26 октомври 1944 г.

### Космос
През 1948 г. завършва курс за летец-изпитател. До 1964 г. работи като такъв. Усвоява десетки типове самолети. През 1956 г. завършва Военновъздушната академия „Ю.Гагарин“ (от 1968 г. с това име). През 1963 г. е зачислен в отряда на съветските космонавти (Група ВВС-2). Преминал пълния курс по подготовка за полети на кораби тип „Союз“.
От 26 до 30 октомври 1968 г. извършва космически полет на космическия кораб „Союз 3“. По време на полета е проведен първият в историята опит за скачване с безпилотния кораб „Союз 2“. Полетът е с продължителност 3 денонощия 22 часа 50 минути 45 секунди. За извършването му на 1 ноември 1968 г. е награден за втори път със званието „Герой на Съветския съюз“.
През 1972 – 1987 г. е началник на Центъра за подготовка на космонавти. През 1987 г. е произведен в званието генерал-лейтенант и излиза в пенсия. Депутат е във Върховния съвет на СССР в 8ми – 10ти състави (1974 – 1989).
Почива по време на операция на сърцето на 30 юни 1995 г. Погребан е в Новодевическото гробище в Москва.

## Награди
съветски
- 2 пъти „Герой на Съветския съюз“ (1944, 1968)
- 2 ордена „Ленин“
- 2 ордена „Червено знаме“
- орден „Александър Невски“
- орден „Богдан Хмелницки“ (СССР) 3-та степен
- 2 ордена „Червена звезда“
- 2 ордена „Отечествена война“ 1-ва степен
- орден „За служба на Родината във Въоръжените сили на СССР“ 3-та степен
- медал „За бойни заслуги“ (1949)
- медал „За победата над Германия“ (1945)
- медал „За превземането на Будапеща“ (1945)
- медал „За превземането на Виена“ (1945)
- златен медал „К. Е. Циолковски“ на АН на СССР
- 11 юбилейни медала
- Държавна премия на СССР (1981)

български
- Герой на социалистическия труд на България (1970)
- орден „Георги Димитров“ (1970)
- медал „25 години народна власт“ (НРБ)
- медал „100 години от освобождението от османско иго“ (1979)
- медал „100 години от рождението на Георги Димитров“ (1983)

други
- орден „Грюнвалдски кръст“ – III степен (Полша)
- орден „Тудор Владимиреску“ – V степен (Румъния)
- орден „Държавно знаме“ (Унгария, 1985)
- орден „Червено знаме с брилянти“ (Унгария)
- златен медал „За бойно сътрудничество“ (Унгария, 1980)
- орден „Народен герой“ (Югославия)
- златен медал „Ю. А. Гагарин“ (FAI)